# Kanton Reyrieux
Der Kanton Reyrieux war von 1985 bis 2015 ein französischer Wahlkreis im Département Ain in der Region Rhône-Alpes. Sein Hauptort (frz.: chef-lieu) war Reyrieux. 

## Gemeinden
| Gemeinde                 | Einwohner Jahr | Fläche km² | Bevölkerungsdichte | Code INSEE | Postleitzahl |
| ------------------------ | -------------- | ---------- | ------------------ | ---------- | ------------ |
| Ars-sur-Formans          | 1387 (2013)    | 5,5        | 252 Einw./km²      | 01021      | 01480        |
| Civrieux                 | 1441 (2013)    | 19,8       | 73 Einw./km²       | 01105      | 01390        |
| Massieux                 | 2448 (2013)    | 3,1        | 790 Einw./km²      | 01238      | 01600        |
| Mionnay                  | 2121 (2013)    | 19,6       | 108 Einw./km²      | 01248      | 01390        |
| Misérieux                | 1842 (2013)    | 7,4        | 249 Einw./km²      | 01250      | 01600        |
| Parcieux                 | 1129 (2013)    | 3,1        | 364 Einw./km²      | 01285      | 01600        |
| Rancé                    | 685 (2013)     | 9,5        | 72 Einw./km²       | 01318      | 01390        |
| Reyrieux                 | 4420 (2013)    | 15,7       | 282 Einw./km²      | 01322      | 01600        |
| Saint-André-de-Corcy     | 2926 (2013)    | 20,7       | 141 Einw./km²      | 01333      | 01390        |
| Sainte-Euphémie          | 1630 (2013)    | 4,6        | 354 Einw./km²      | 01353      | 01600        |
| Saint-Jean-de-Thurigneux | 789 (2013)     | 16,0       | 49 Einw./km²       | 01362      | 01390        |
| Toussieux                | 810 (2013)     | 4,7        | 172 Einw./km²      | 01423      | 01600        |
| Tramoyes                 | 1657 (2013)    | 12,9       | 128 Einw./km²      | 01424      | 01390        |

## Politik
| Vertreter im conseil général des Départements | Vertreter im conseil général des Départements | Vertreter im conseil général des Départements |
| Amtszeit                                      | Name                                          | Partei                                        |
| --------------------------------------------- | --------------------------------------------- | --------------------------------------------- |
| 2001–2008                                     | Olivier Eyraud                                | RPR                                           |
| 2008–2015                                     | Olivier Eyraud                                | UMP                                           |